# Fontaine des Quatre-Saisons

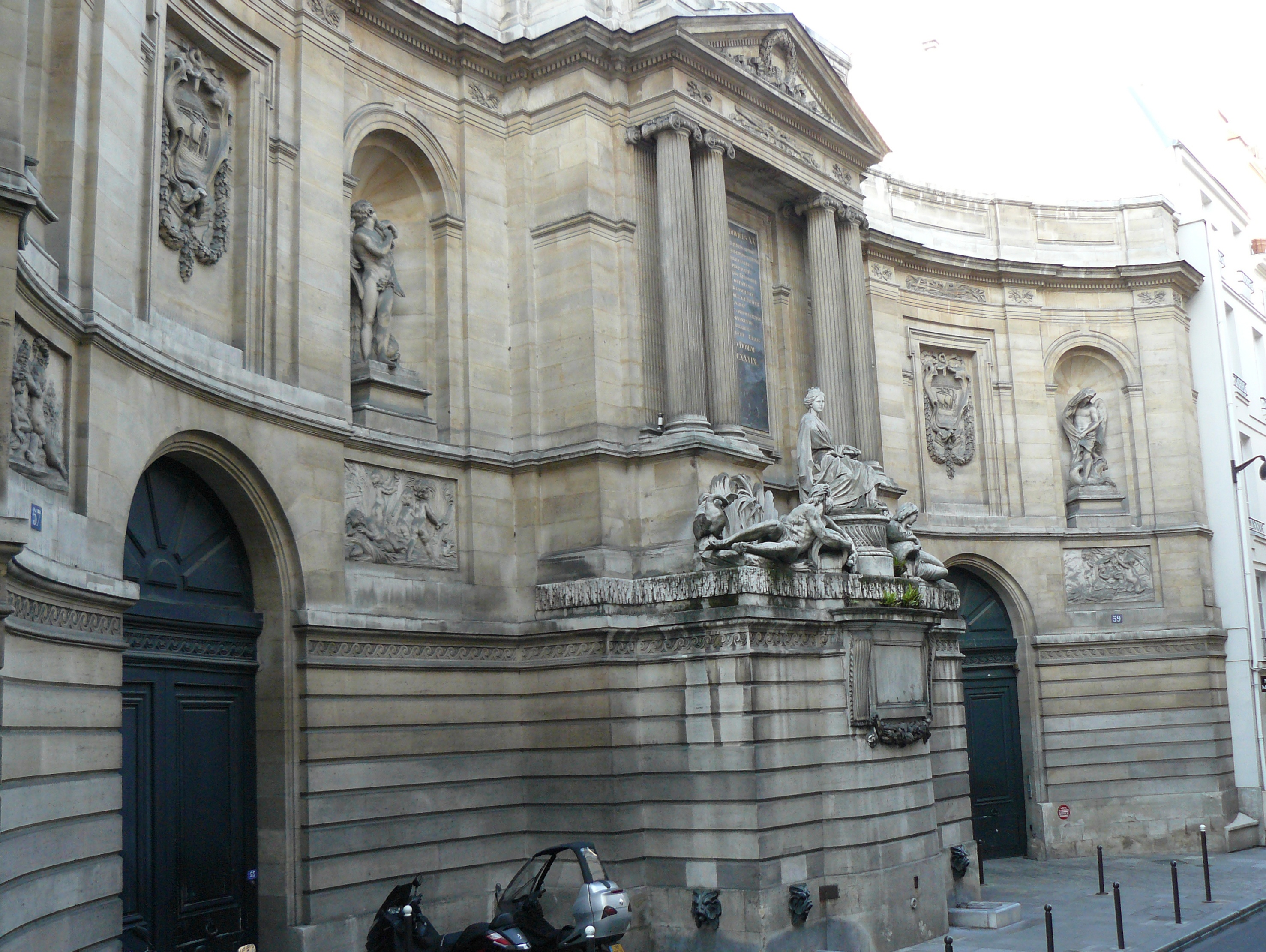
La Fontaine des Quatre-Saisons

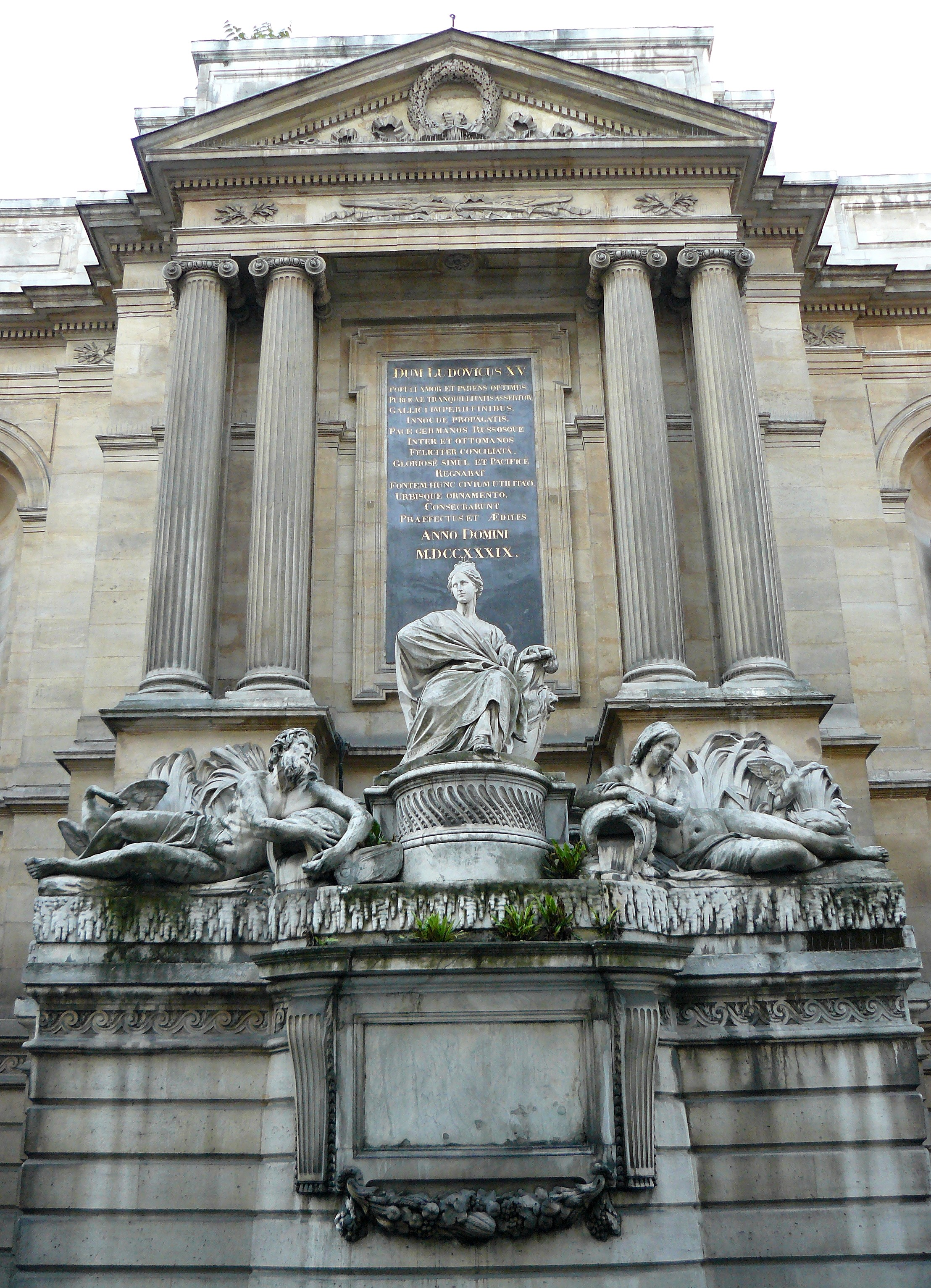
Parte centrale della fontana

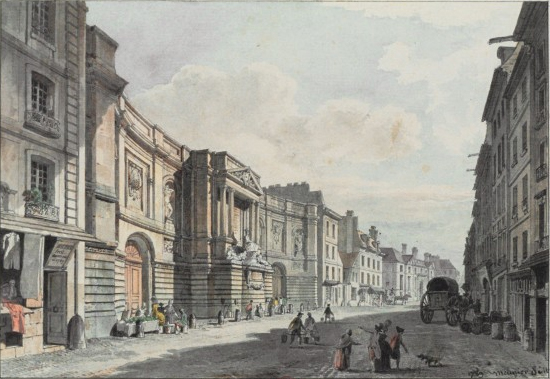
La fontana come appariva nel 1789

La Fontaine des Quatre-Saisons  è una fontana monumentale del XVIII secolo sita al 57-59 rue de Grenelle nel VII arrondissement di Parigi. Fu costruita da Edmé Bouchardon, scultore reale di Luigi XV e inaugurata nel 1745. La fontana era enorme e riccamente decorata, ma aveva solo due getti d'acqua, e la sua grandiosità sulla strada stretta, insieme alla mancanza d'acqua, irritò Voltaire e altre figure dell'Illuminismo francese.

## Storia
La Fontaine des Quatre-Saisons era la più grande e la più decorata delle trenta fontane costruite a Parigi nel XVIII secolo per fornire acqua potabile ai residenti della città. Tra il 1715 e il 1724, il Conseil d'Etat del re Luigi XV iniziò a discutere l'idea di una nuova fontana nell'area del Faubourg Saint-Germain, in rapida crescita. Si discusse prima di collocarla all'angolo di rue du Bac e rue de l'Université, poi di rue Saint-Dominique, e infine venne deciso per l'attuale sito in rue de Grenelle, su un appezzamento di terreno di proprietà del convento di Récollettes. Il progetto fu approvato dal Prevot des Marchands, il capo degli uomini d'affari della città, Michel-Étienne Turgot, che condivideva l'autorità per tutti i progetti di fontane e acqua a Parigi, e fu affidato, nel 1739, allo scultore reale, Edme Bouchardon, per il completamento. Bouchardon lavorò per sette anni al progetto. Espose i modelli in gesso per il gruppo scultoreo centrale al Salon du Louvre nel 1740 e i bassorilievi nel 1741. La fontana non fu terminata fino al 1745.
La fontana aveva un duplice scopo: fornire acqua ai parigini e pubblicizzare la benevolenza del re Luigi XV verso il popolo di Parigi. Il principale ministro e consigliere politico del re, il cardinale de Fleury, scrisse personalmente l'iscrizione che fu posta sulla facciata della fontana, in latino, in lettere d'oro incise sul marmo nero:
Sebbene la fontana avesse un'abbondanza di statue, non produceva molta acqua. All'epoca un solo acquedotto portava l'acqua alla riva sinistra, l'acquedotto de Arcueil, che portava l'acqua alla riva sinistra da Rungis. L'acqua scorreva alla Fontaine Saint-Michel, poi da un tubo secondario alla Fontaine des Quatre-Saisons. L'acqua era immagazzinata nella parte superiore della fontana, e scorreva per gravità fino a due cannelle a forma di teste di leone, dalle quali sgorgava continuamente. L'acqua veniva raccolta in vasi dai residenti, oppure dai portatori d'acqua (porteurs d'eau) che portavano l'acqua in altre parti del quartiere e la vendevano agli abitanti.
Dopo la costruzione della fontana, molte furono le richieste di trasferirla in una grande piazza dove fosse più visibile e proporzionata all'ambiente circostante, ma, viste le numerose ricostruzioni di piazze di Parigi, nel XIX e XX secolo, probabilmente è sopravvissuta intatta solo per la sua posizione nascosta.

## Decorazione

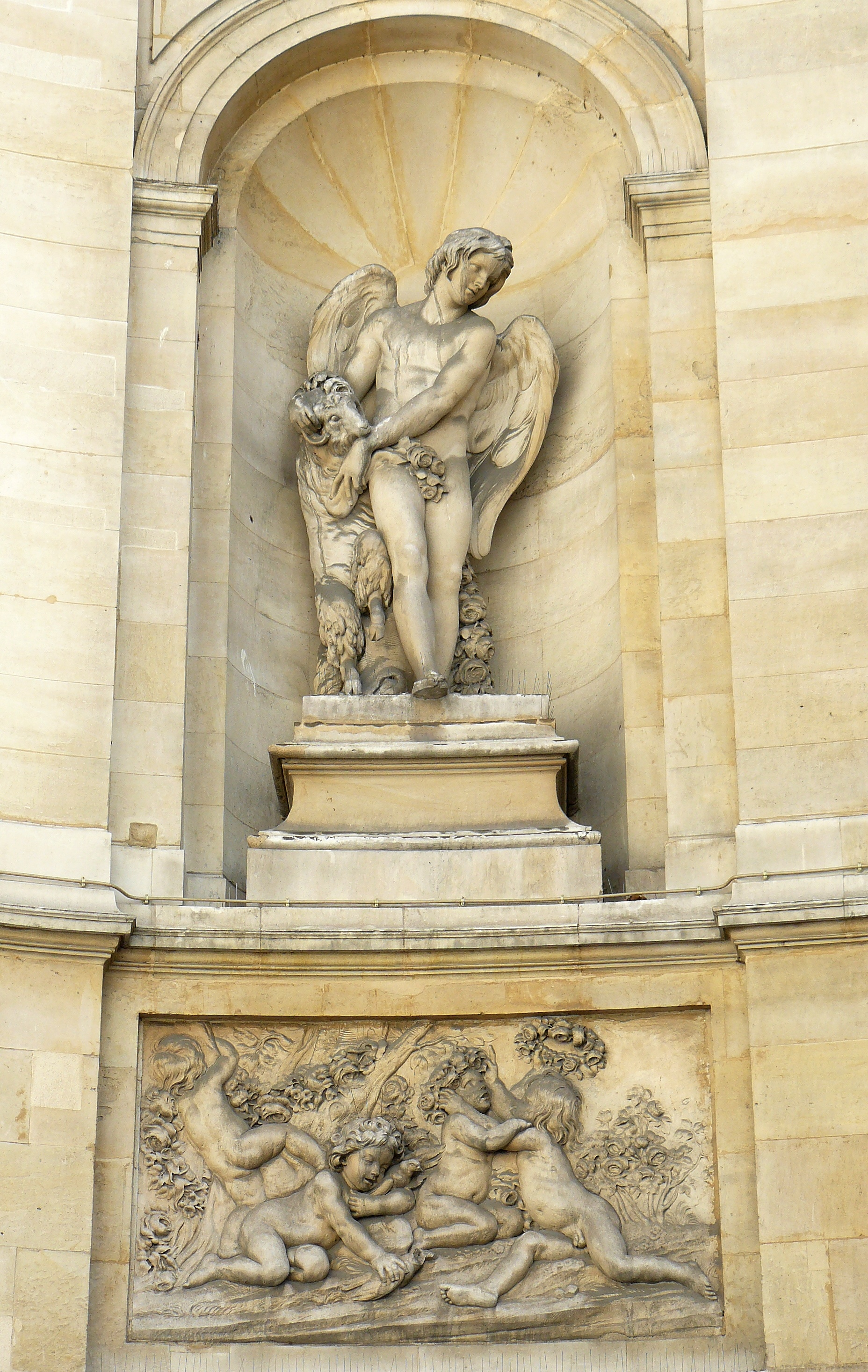
Bassorilievo della Primavera

Le figure decorative della fontana furono descritte dallo stesso Bouchardon nella sua proposta:
Ai lati della figura centrale ci sono altre due figure, distese. La figura a destra rappresenta il Fiume Senna, che guarda la città di Parigi con una soddisfazione mista a sorpresa. Dall'altro lato è raffigurato il Fiume Marna, occupato nella sua cura di diffondere le sue buone opere nella città, di procurare abbondanza e di far fiorire il commercio.
Queste tre figure, che saranno alte 2,1 metri, saranno eseguite in marmo, così come le canne in bassorilievo che faranno da sfondo, e i diversi attributi che le caratterizzano.
Il resto delle sculture, costituite solo da ornamenti, saranno realizzate in pietra di lias o altra pietra dura, quale sarà giudicata più opportuna, ad eccezione dei due mascheroni [rubinetti] che zampillano l'acqua della fontana, che saranno di bronzo.
La decorazione delle due ali dell'edificio sarà costituita da quattro nicchie con figure a bassorilievo che rappresentavano "Les Genies des Seasons" (Lo spirito delle stagioni): da giovani con le ali che portano i frutti che appaiono in ogni stagione. L'intenzione è di dimostrare che l'abbondanza che regna a Parigi non subisce alcuna interruzione nel corso dell'anno.
Rimangono gli spazi vuoti sotto le nicchie. Saranno presenti bassorilievi che esprimono i giochi dei bambini che accompagnano il soggetto rappresentato nella statua soprastante.»

## Reazione critica

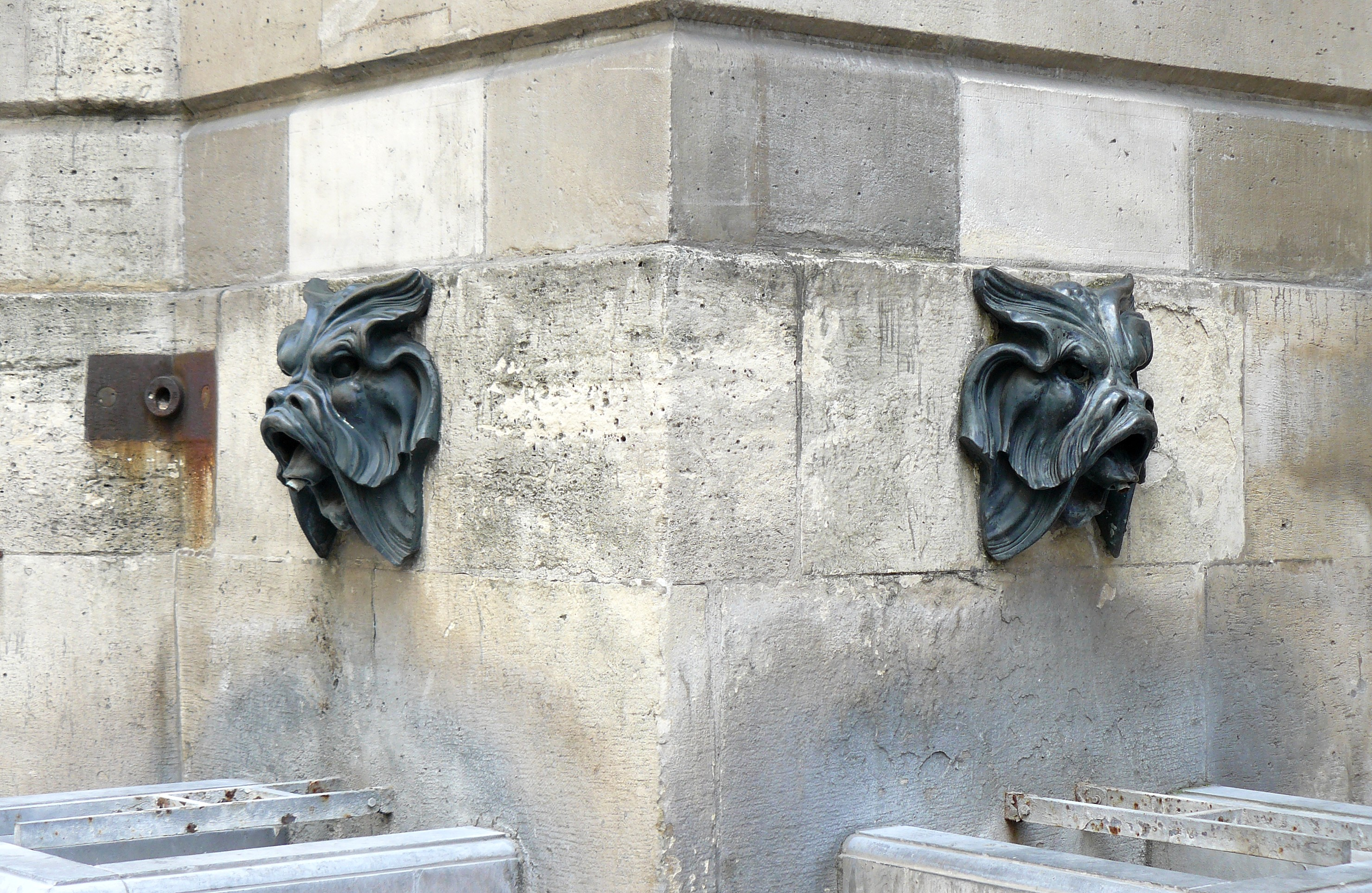
Due mascheroni, o beccucci, per riempire i recipienti d'acqua

La scultura di Bouchardon fu ampiamente elogiata all'epoca. Venne descritta, insieme a una bella incisione della fontana, nell'articolo sulla scultura classica di Jacques-François Blondel nell'Enciclopedia francese del 1765.
Il progetto, tuttavia, e la sua imponente scala sulla strada stretta, fu criticato da Voltaire in una lettera al conte de Caylus nel 1739, poiché la fontana era ancora in costruzione:

## Galleria d'immagini

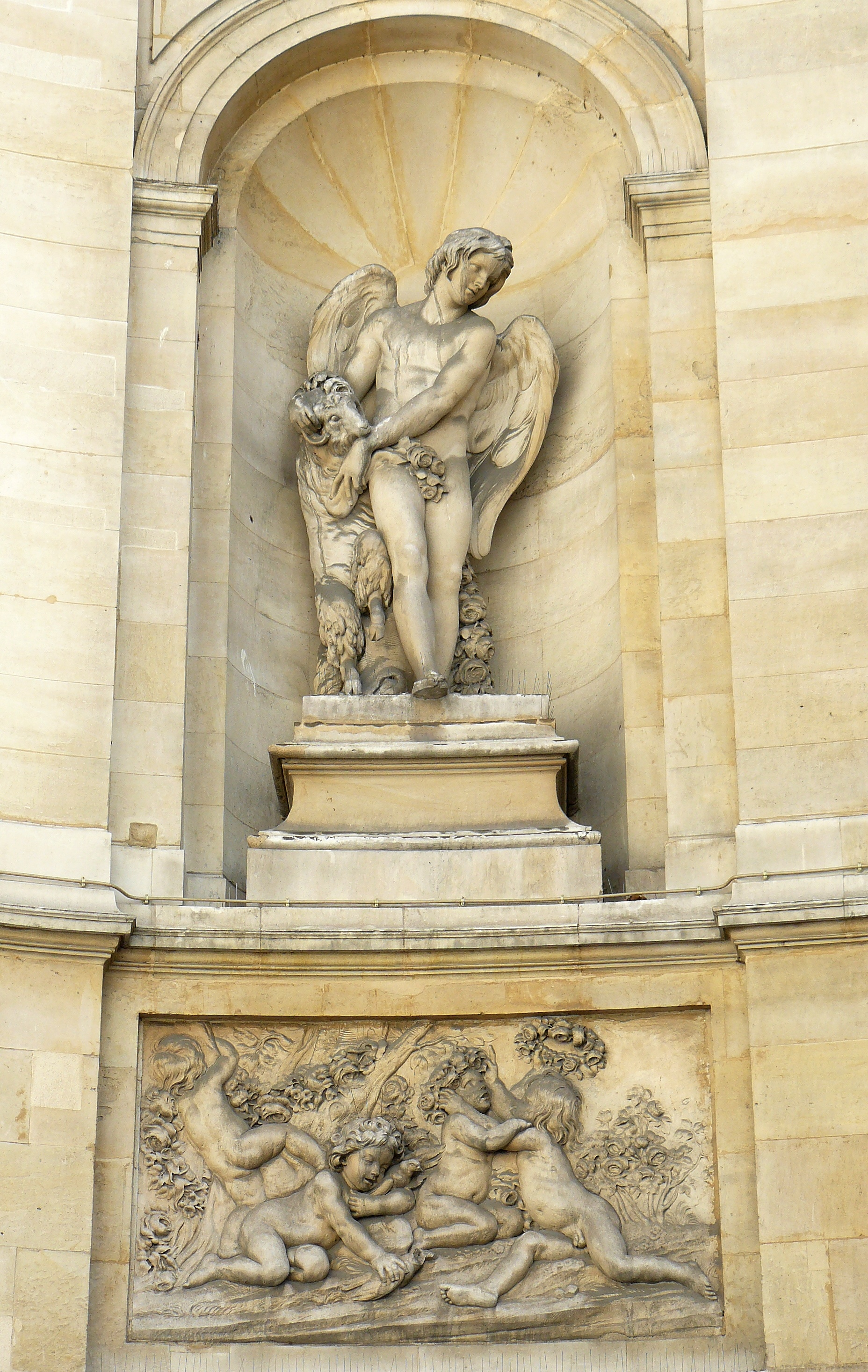
Bassorilievo dell'estate
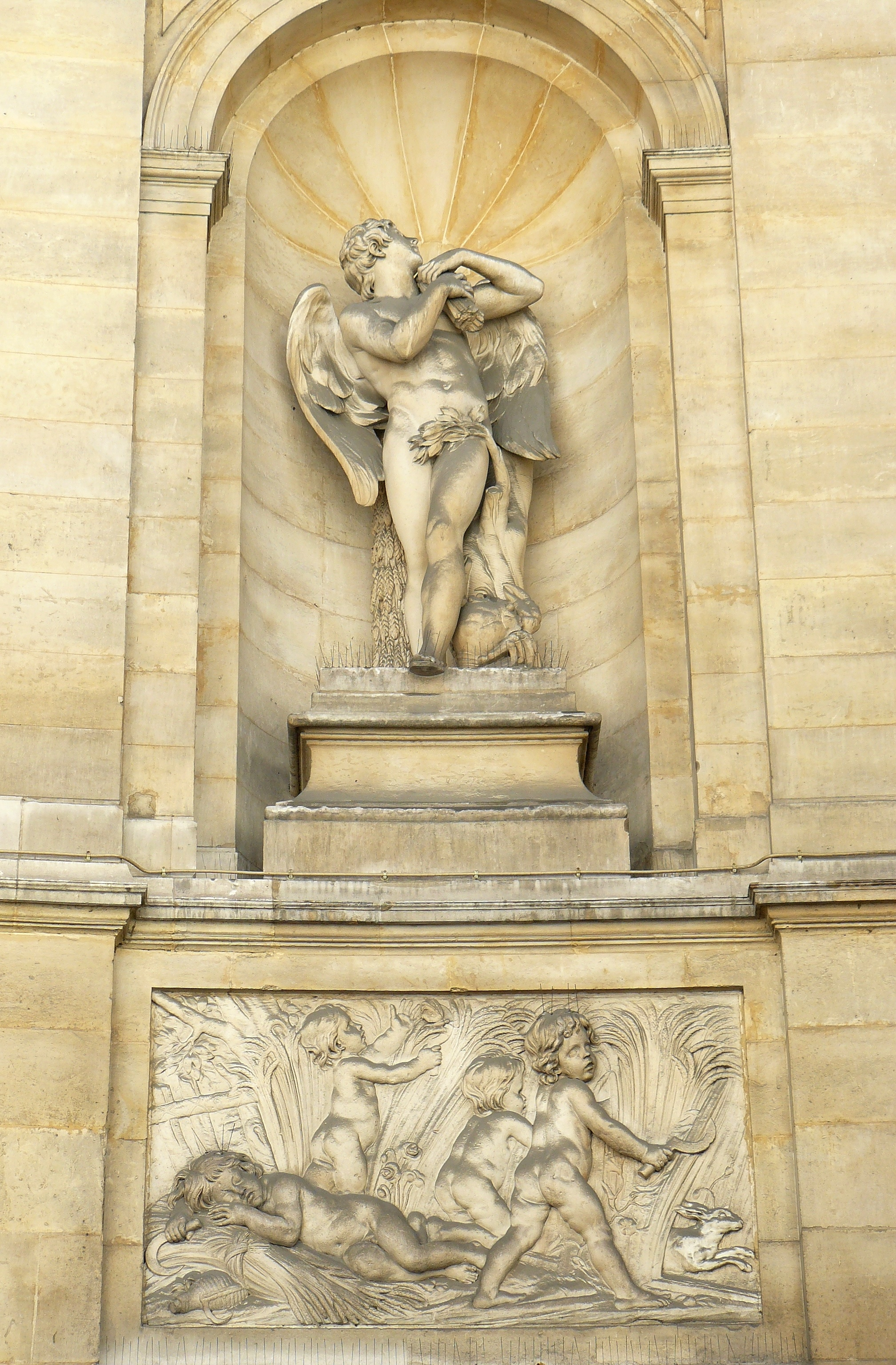
Bassorilievo d'autunno
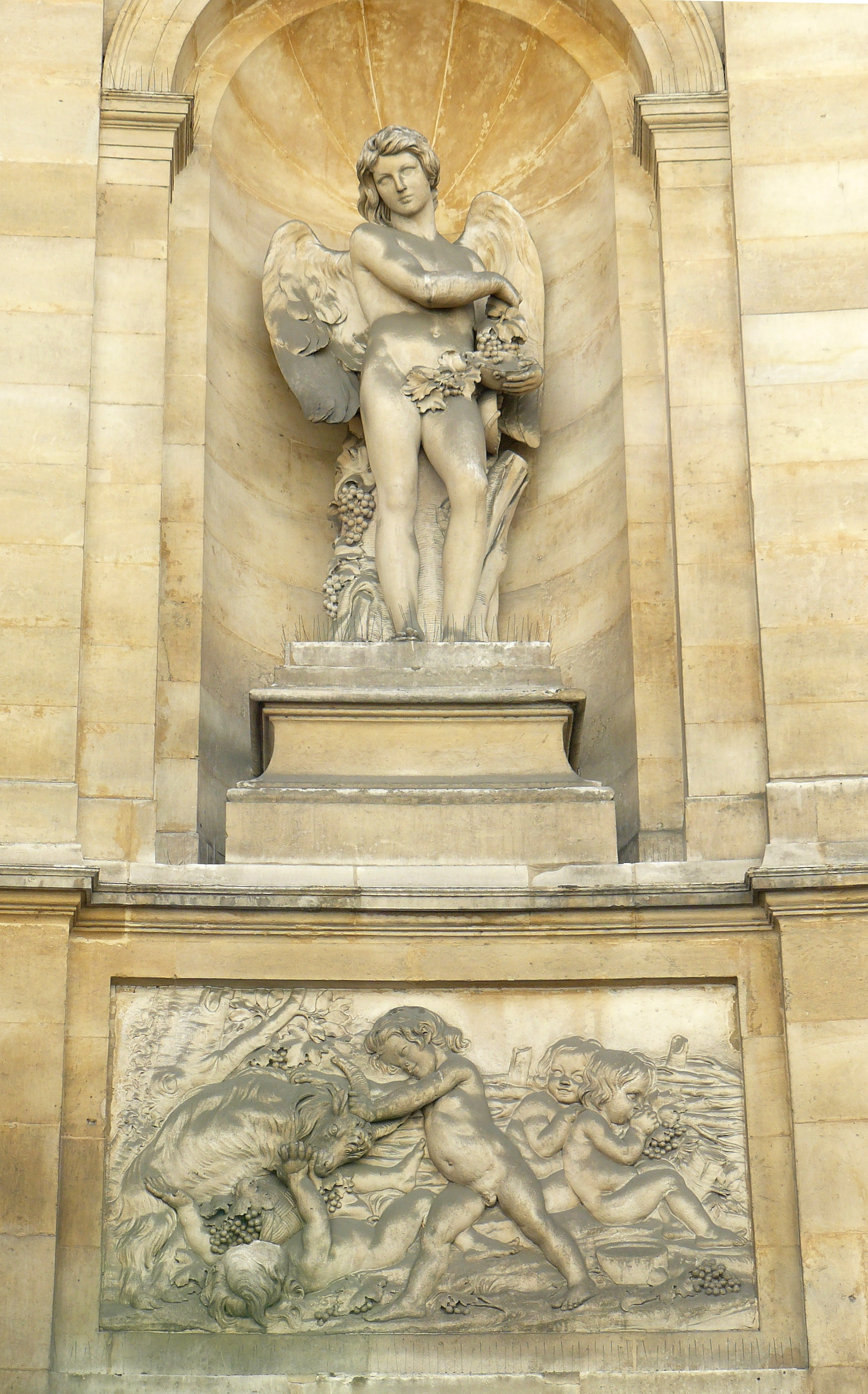
Bassorilievo d'inverno
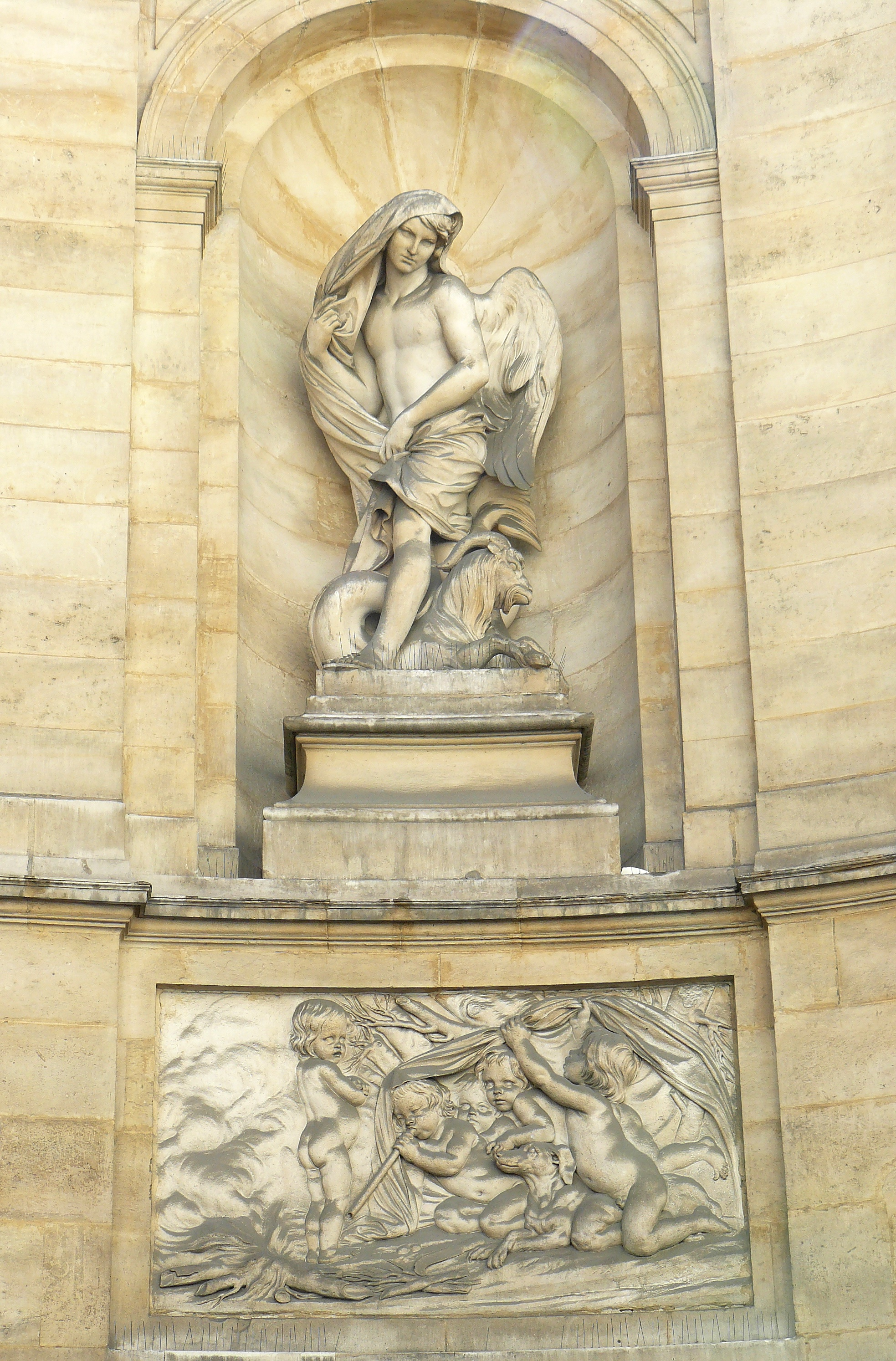
Bassorilievo della primavera